# Günter Jürgens
Günter Jürgens (* 16. April 1928 in Düsseldorf) ist ein deutscher Verwaltungsjurist.

## Werdegang
Jürgens studierte Rechtswissenschaften an der Universität Köln. 1949 trat er der katholischen Studentenverbindung AV Rheinstein zu Köln bei. 1952 legte er die erste juristische Staatsprüfung und 1956 die zweite ab. 1954 promovierte er mit der Arbeit Das Bankgeheimnis und seine Entwicklung gegenüber der Steuerbehörde.
1957 trat Jürgens als Finanzassessor in die Oberfinanzdirektion Düsseldorf ein, wo er 1961 zum Regierungsrat ernannt wurde. Zwischenzeitlich war er auch am Finanzamt Neuss tätig.
Von 1962 bis 1968 lehrte er als Dozent an der Bundesfinanzakademie in Siegburg. In dieser Zeit wurde er zum Oberregierungsrat (1963) und Regierungsdirektor (1966) befördert.
Von 1968 bis 1970 war er als Referent am Bundesfinanzministerium tätig. 1970 erfolgte seine Beförderung zum Ministerialrat.
Von 1970 bis 1986 war Jürgens Leiter der Bundesfinanzakademie in Siegburg und von 20. März 1986 bis zum Eintritt in den Ruhestand 1993 Oberfinanzpräsident in Köln.

## Ehrungen
- 1987: Silberne Steuerschraube der Deutschen Steuer-Gewerkschaft
- 1993: Großes Verdienstkreuz der Bundesrepublik Deutschland
- 2003: Ehrenpräsident der Kölner Karnevalsgesellschaft Paragraphenreiter